# Фаворский, Алексей Евграфович
Алексе́й Евгра́фович Фаво́рский (20 февраля [3 марта] 1860, Павлово, Нижегородская губерния, Российская империя — 8 августа 1945, Ленинград, СССР) — русский и советский химик-органик, ученик Александра Бутлерова, специалист по исследованию изомерных превращений в рядах непредельных углеводородов, инженер-изобретатель; младший брат адвоката и политика Андрея Фаворского, дядя (по отцовской линии) художника-графика Владимира Фаворского. Действительный член Академии наук СССР (с 1929; член-корреспондент с 1922). Герой Социалистического Труда, лауреат Сталинской премии первой степени.

## Биография
Родился 20 февраля (3 марта) 1860 года в селе Павлово (ныне город, Нижегородская область), где служил его отец — священник Евграф Андреевич Фаворский (1821—1876).
Среднее образование получил в Нижегородской и Вологодской гимназиях. В 1878 году поступил на естественное отделение физико-математического факультета Императорского Санкт-Петербургского университета, где и окончил курс со степенью кандидата в 1882 году. Будучи студентом 4-го курса и по окончании курса работал в химической лаборатории университета в отделении А. М. Бутлерова. Продолжая работать в университетской лаборатории, в марте 1883 года поступил лаборантом в 1-е Санкт-Петербургское реальное училище, где с апреля 1885 по сентябрь 1886 года ещё и преподавал физику. В 1886 году занял место лаборанта при технической лаборатории университета.
В 1891 году защитил диссертацию на степень магистра химии, и в том же году физико-математическим факультетом ему было поручено чтение аналитической химии в качестве приват-доцента. В 1895 году защитил диссертацию на степень доктора химии и в 1896 году занял в Санкт-Петербургском университете кафедру технологии и технической химии. Преподавал также в Санкт-Петербургском технологическом институте (1897–1910) и на Высших женских курсах (1900–1918).
С 1 января 1910 года — действительный статский советник. Был награждён орденами: Св. Станислава 2-й степени (1903), Св. Анны 2-й степени (1906), Св. Владимира 4-й степени (1914).
Работал также в Государственном институте прикладной химии (1919–1945) и в Ленинградском химико-технологическом институте (1922–1934). В 1934 году стал первым директором, созданного по его инициативе Института органической химии АН СССР и возглавлял его до 1938 года.
В 1901—1930 годах был редактором «Журнала Русского физико-химического общества», в 1931–1945 годах — академического «Журнала общей химии».
Скончался 8 августа 1945 года в Ленинграде; похоронен на Волковском православном кладбище (Никифоровская дорожка), в семейном захоронении.

## Научная деятельность

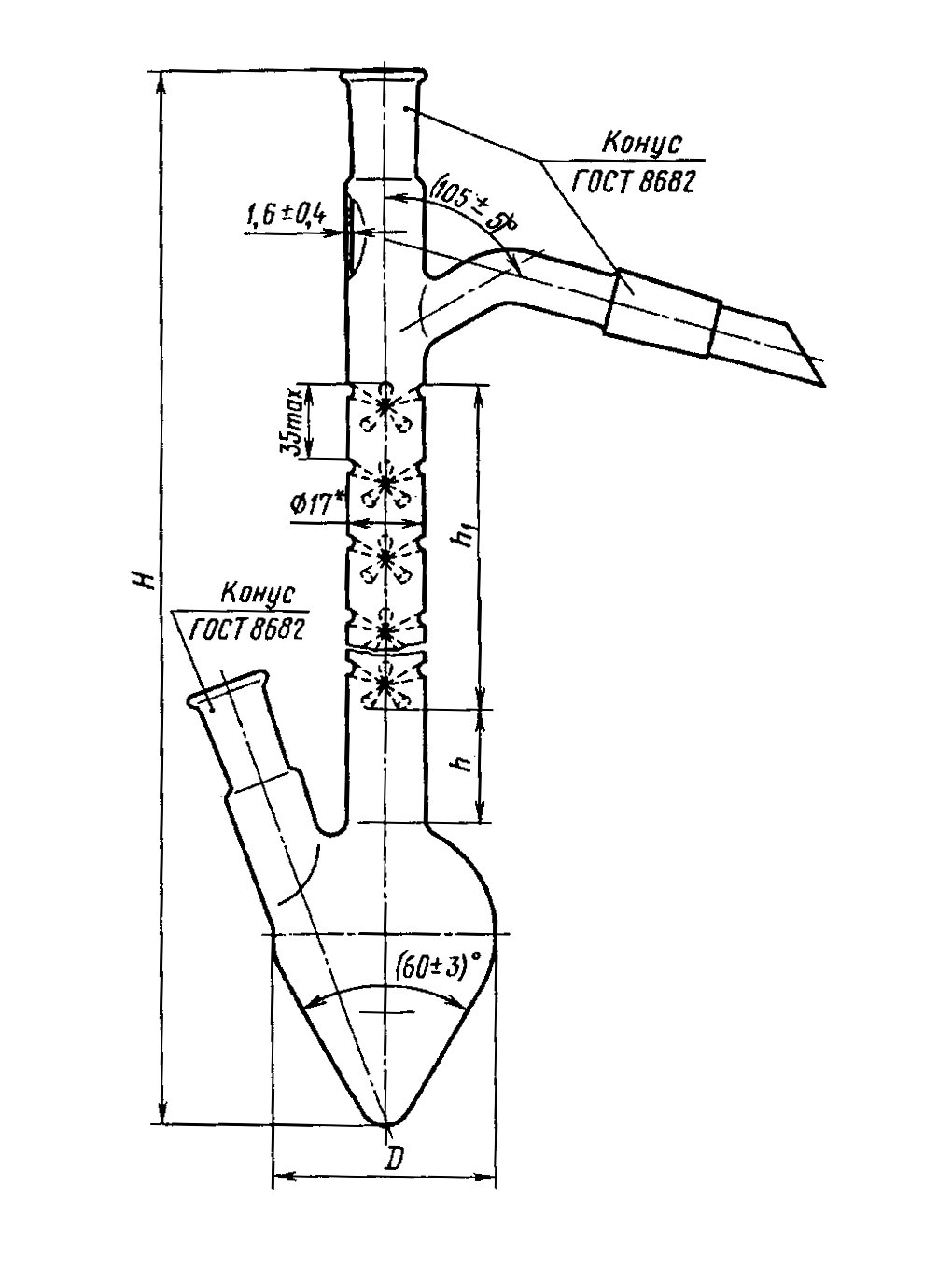
Колба Фаворского, по ГОСТ.

За время своей учёной деятельности напечатал ряд работ по исследованию изомерных превращений в рядах непредельных углеводородов, за которые Русским физико-химическим обществом удостоен премии имени H. H. Соколова. В 1939 году предложил метод синтеза изопрена на основе ацетилена и ацетона через ацетиленовый спирт и винилдиметилкарбинол. В 1906 году разработал способ синтеза диоксана. Предложил метод синтеза α-карбинолов ацетиленового ряда на основе кетонов, а также виниловых эфиров на основе ацетилена и спиртов.
Создал научную школу химиков-органиков; среди его учеников — С. В. Лебедев, А. Е. Порай-Кошиц, Н. А. Домнин, В. Н. Ипатьев, И. Н. Назаров, М. Ф. Шостаковский. Под руководством А. Е. Фаворского в его лаборатории сделано его учениками 29 научных работ.
Учёные труды А. Е. Фаворского напечатаны в «Журнале Русского физико-химического общества» (с 1901 года состоял редактором этого журнала): «Изомеризация однозамещенных ацетиленов при нагревании со спиртовой щелочью» (XIX, 414; на нем. языке в «Journal für praktische Chemie», 37, 382); «Изомеризация двузамещенных ацетиленов и диметилаллена под влиянием металлического натрия и синтез ацетиленкарбоновых кислот» (XIX, 553; на нем. языке, там же, 37, 417); «Действие металлического натрия на этилпропилацетилен» (XX, 445); «Действие спиртовой щелочи на аллилен» (XX, 518; то же на нем. яз., там же, 37, 531); «О диметилацетилене и его тетрабромюре» (XXII, 43; на нем. языке, там же, 42, 143); вместе с К. И. Дебу: «О геометрической изомерии бромопроизводных псевдобутилена» (XXII, 436; пер. на нем. яз., там же, 42,149); «Действие спиртовой щелочи на аллен и диэтиленовые углеводороды» (XXIII, 290; на нем. языке, там же, 44, 229); вместе с К. А. Красуским: «Действие спиртовой щелочи на дипропаргил» (XXIII, 303; на нем. языке, там же, 44, 229); «Исследование изомерных превращений в рядах карбонильных соединений, охлоренных спиртов и галоидозамещенных окисей» (XXVI, 559, XXII, 8; на нем. яз., там же, 51, 533) и др. Изобрёл особую колбу, которая называется колбой Фаворского.
Академик АН СССР (1929), член-корреспондент АН СССР (1922). А. Е. Фаворский создал школу химиков-органиков. Работы А. Е. Фаворского и его учеников в области непредельных соединений явились теоретической основой промышленного синтеза каучука в СССР.
См. также
- Реакция Фаворского — Реппе

## Адреса в Санкт-Петербурге — Петрограде — Ленинграде
- 1891—1941, 1944—1945 — Университетская набережная, 7–9[4][5].

## Награды и премии
в СССР
- Герой Социалистического Труда (10 июня 1945) — за выдающиеся научные достижения в области органической химии, в частности за синтез ряда новых органических соединений, а также многолетнюю плодотворную работу в деле подготовки высококвалифицированных кадров химиков
- Орден Ленина (10 июня 1945) — за выдающиеся научные достижения в области органической химии, в частности за синтез ряда новых органических соединений, а также многолетнюю плодотворную работу в деле подготовки высококвалифицированных кадров химиков
- Орден Ленина (3 марта 1945) — за выдающиеся заслуги в области органической химии, в связи с 85-летием со дня рождения
- Орден Ленина (8 декабря 1944) — за выдающиеся заслуги в области развития химической промышленности в СССР и в связи с 25-летием основания Государственного института прикладной химии
- Орден Ленина (3 апреля 1944)
- Сталинская премия I степени (14 марта 1941) — за разработку промышленного метода синтеза изопренового каучука
- Орден Трудового Красного Знамени (25 февраля 1940) — в связи с исполняющимся 80-летием со дня рождения и 55-летием научно-педагогической деятельности
- Премия имени А. М. Бутлерова Русского физико-химического общества (1929)
- Медали

в Российской империи
- Орден Святого Владимира IV степени (1914)
- Орден Святой Анны II степени (1906)
- Орден Святого Станислава II степени (1903)
- Медали

## Память
- В Санкт-Петербурге с 1975 года существует улица Фаворского
- На здании Менделеевского центра в Санкт-Петербурге по Университетской набережной, 7/9 в 1995 году была открыта мемориальная доска
- В Павлово есть улица Фаворского, на которой установлен памятник
- В 2000 году имя Фаворского присвоено Иркутскому институту химии СО РАН
- В Иркутске имеется улица Фаворского

## Семья
Был дважды женат.
Первая жена — Наталья Павловна Дубровина (1863—1908), познакомились в Вологде, где А. Е. Фаворский заканчивал гимназию, живя в доме Дубровиных. Закончила гимназию с золотой медалью. Впоследствии окончила женские врачебные курсы в Петербурге. Выйдя замуж за Алексея Евграфовича, полностью посвятила себя семейным заботам. Умерла от туберкулеза легких.
- Сын — Евграф, умер от скарлатины в 1 год и 10 месяцев.
- Дочь от первого брака — Татьяна Алексеевна Фаворская (1890, Санкт-Петербург — 1986, Ленинград), профессор Ленинградского государственного университета, доктор химических наук.

Вторая жена — Мария Маркеловна Домброва.
- Сын — Алексей (01.03.1914—?)[6]. Жена — Ольга Михайловна Римская-Корсакова (внучка Н. А. Римского-Корсакова).
- Дочь — Марина (25.01.1912—08.12.2003)[7], геолог, доктор наук.
- Дочь — Ирина. Её муж — Н. А. Домнин, учёный-химик, ректор ЛГУ.
  - Внук — Иван Никитич Домнин, профессор-химик.
  - Внучка — Мария Никитична Киселёва (в девичестве Домнина), кандидат наук.
  - Внук — Игорь Алексеевич (1939—1990) (сын Алексея Алексеевича Фаворского), физик-теоретик, доктор физико-математических наук, доцент кафедры статистической физики физического факультета СПбГУ.
    - Правнучка Ольга Фаворская (р. 28.08.1974) (дочь Игоря Алексеевича Фаворского), эстрадная певица.